# Refresh (CLC)
Refresh è il terzo EP del gruppo femminile sudcoreano CLC. Pubblicato il 29 febbraio 2016, ha come singoli estratti "Eighteen" e "High Heels (예뻐지게)". L'album ha segnato il primo ritorno delle CLC come gruppo composto da sette membri, dopo l'aggiunta di Elkie e Kwon Eun-bin.

## Pubblicazione
Le CLC hanno annunciato un ritorno come settetto, con i due nuovi membri Elkie Chong e la concorrente dello show musicale Produce 101 Kwon Eun-bin. Tuttavia, quest'ultima non poté partecipare alle promozioni dell'album, a causa delle restrizioni contrattuali di Produce 101, a cui in quel periodo stava partecipando. Le parti di Eunbin erano inoltre state rimosse dal video musicale del singolo "High Heels", ma sono state poi ricaricate il 20 marzo dopo la sua eliminazione dalla competizione. 

## Tracce
1. "High Heels" (예뻐지게; Yeppeojige) – 3:24 (testo: No Jun-hwan, Iggy – musica: DOM, Lee Hyun-seung)
2. "Refresh" – 3:26 (testo: GHIGH, GDLO (Mono Tree) – musica: GHIGH, GDLO, Choi Young-kyung (Mono Tree))
3. "Yaya (Say Bye to Solo)" – 3:13 (Big Sancho)
4. "Friend Lover Zone" (오빠친구; Oppachingu) – 3:25 (testo: Jung Il-hoon – musica: Ferdy, Adam Kulling, Alice Gernanot)
5. "Eighteen" – 3:29 (Kim Geon-woo)

## Classifiche
| Classifica (2016) | Posizione massima |
| ----------------- | ----------------- |
| Corea del Sud     | 6                 |